# Tuwuli (Sprache)
Tuwuli (auch Bowiri, Bowili, Liwuli, Siwuri, Bawuli, Tuwili) ist eine Sprache in Ghana mit ca. 11.400 Sprechern (2003 GILLBT) in der Volta Region Ghanas östlich bis Amanfro an der Hohoe-Jasikan Straße. 
Tuwuli ist die Sprache der Volksgruppe Tuwuli.